# Microcacia albosignata
Microcacia albosignata är en skalbaggsart som beskrevs av Stefan von Breuning 1968. Microcacia albosignata ingår i släktet Microcacia och familjen långhorningar. Inga underarter finns listade i Catalogue of Life.